# 'Ndrina Arena
La 'ndrina Arena è una cosca malavitosa o 'ndrina della 'ndrangheta calabrese di Isola Capo Rizzuto. Hanno ingerenze anche nel catanzarese grazie all'alleanza con le cosche locali.
Il boss della Ndrina Arena, Carmine Arena fu assassinato da Pasquale Manfredi della Cosca Nicoscia-Manfredi a colpi di bazooka nell'ottobre del 2004.

## Storia

### Anni '90 - Contatti con Nitto Santapaola e l'arresto di Nicola Arena
- Il 13 maggio 1993 si conclude l'operazione Delta che porta all'arresto di 41 esponenti degli Arena, accusati oltre agli appalti, di traffico di armi e di droga in Brasile e Germania, contraffazione di denaro ed auto rubate. Le indagini dei carabinieri hanno rivelato che Nicola Arena, a capo dell'omonima cosca, era in contatto diretto con Pietro Vernengo e Nitto Santapaola, boss della mafia siciliana[2][3].
- Il 29 agosto 1994 si conclude l'operazione Apollo che porta all'arresto di 15 presunti esponenti degli Arena, accusati di estorsione. L'inchiesta ha inoltre permesso di individuare gli autori dell'omicidio di Francesco Comito, avvenuto l'8 agosto '91, a Taverna, nell'ambito di una faida contro la famiglia Maesano; e di Mario Dardano, avvenuto il 2 settembre '91 a Belcastro[4][5][6].
- Il 14 febbraio 1995 si conclude l'operazione S.Valentino che porta all'arresto di numerosi esponenti accusati di traffico internazionale di armi tra cui il boss Carmine Arena, nipote di Nicola e ritenuto il reggente dell'omonima cosca[7][8].
- Il 6 luglio 1996 viene arrestato dai carabinieri, a Isola Capo Rizzuto, il latitante Nicola Arena[9].

### Anni 2000 - Le attività nel milanese e in Emilia-Romagna
- Ottobre 2004: omicidio del boss Carmine Arena[10][11][12][13].
- Dicembre 2005: omicidio di Pasquale Tipaldi[14].
- Il 16 settembre 2008 si viene a sapere da un'inchiesta della magistratura di Varese che Giovanni Cinque, affiliato agli Arena, si incontra con il consigliere comunale di Milano Vincenzo Giudice per discutere di appalti inerenti all'Expo 2015, inoltre sembra anche che il consigliere provinciale di Varese Massimiliano Carioni sia stato sostenuto da Cinque durante le elezioni del 13-14 aprile 2008. Una volta eletto, Cinque è presente alla festa della vittoria elettorale di Carioni[15].
- Il 16 marzo 2009, i carabinieri di Sesto San Giovanni (MI), nell'operazione Isola, iniziata nel 2004, hanno ordinato l'arresto, per vari reati, di più di 20 persone a Milano, Crotone, Catanzaro e Taranto tra cui associazione a delinquere di stampo mafioso, detenzione e porto illegale di armi, estorsione e tentato omicidio, tra questi i Paparo, alleati dei Nicoscia e degli Arena, accusati di sfruttamento dell'immigrazione, riciclaggio, violenza privata, favoreggiamento di latitanti e atti d'intimidazione nella costruzione delle grandi opere pubbliche della Lombardia, come alcune tratte dell'alta velocità ferroviaria Milano-Venezia. Nel corso dell'operazione sono state sequestrati armi comuni e da guerra, tra cui un lanciarazzi della NATO, sei società, beni ed attività commerciali del valore di 10 milioni di euro[16][17][18].
- Il 21 aprile 2009 nell'operazione Ghibli vengono arrestate 16 persone tra Calabria e Emilia-Romagna e hanno portato al sequestro di beni del valore di 30 milioni di euro tra 42 automobili, polizze assicurative, conti bancari e un complesso immobiliare[19][20].
- Il 26 novembre 2009 nell'operazione Pandora la squadra mobile di Reggio Calabria esegue 35 arresti per associazione mafiosa, traffico di droga, estorsione, omicidio e un sequestro di beni del valore di 40 milioni di euro nei confronti dei Nicoscia e degli Arena in Lombardia, Emilia-Romagna e Trentino[21][22].

### Anni 2010 - Le attività in Germania, il parco eolico e l'operazione Johnny
- Il 23 febbraio 2010 in un'inchiesta su una rete di riciclaggio di denaro attuata dai vertici di Telecom Sparkle e Fastweb, sarebbe coinvolto anche il senatore del Popolo della libertà Nicola Di Girolamo, eletto a Stoccarda, in Germania, con schede elettorali false degli Arena e con la mediazione del faccendiere Gennaro Mokbel[23][24][25].
- 24 febbraio 2010: operazione Phuncards-Broker contro gli Arena di Isola Capo Rizzuto[26][27][28].
- Il 16 marzo 2010 la squadra mobile di Crotone cattura il boss Pasquale Manfredi, detto Scarface, sfuggito in precedenza all'operazione Pandora, accusato di associazione mafiosa, omicidio e possesso d'arma da guerra, era inserito nell'elenco dei 100 latitanti più pericolosi[29]. Si suppone sia anche l'autore dell'agguato al capobastone Carmine Arena, ucciso a colpi di bazooka, nell'ottobre 2004[10][11][12][13] e di Pasquale Tipaldi, nel dicembre 2005[14].
- Il 12 maggio 2010 i carabinieri di Crotone arrestano nella frazione Steccato di Cutro, il giovane capobastone Fabrizio Arena, figlio del più noto Carmine Arena, ricercato dall'aprile 2009[30].
- Il 30 giugno 2010, durante l'operazione Point Break, i carabinieri di Modena e i finanzieri di Bologna e la DDA dell'Emilia-Romagna arrestano 6 persone per aver impiegato denaro degli Arena in attività commerciali creando un sodalizio criminale e finanziario[31].
- Il 13 luglio 2012 si conclude l'operazione Wind farm che ha portato al sequestro dei più grandi parchi eolici d'Europa, sito a Isola Capo Rizzuto, dal valore di 350 milioni di euro, gestito da Pasquale Arena, fratello del boss Carmine Arena[32].
- Il 17 luglio 2012 vengono arrestati alcuni medici per i reati di corruzione in atti giudiziari, falsa perizia, false attestazioni in atti destinati all'autorità giudiziaria, abuso d'ufficio, procurata inosservanza di pena e istigazione alla corruzione, aggravati dalle finalità mafiose. I medici rilasciavano certificati sanitari che accertavano patologie incompatibili con il carcere, al fine di evitare la pena agli affiliati[33][34].
- Il 3 dicembre 2013, con l'operazione Insula, la Guardia di Finanza di Crotone arresta 13 persone tra cui l'ex sindaco di Isola Capo Rizzuto Carolina Girasole e presunti affiliati agli Arena. L'ex sindaco è accusato di corruzione elettorale alle elezioni amministrative dell’aprile 2008[35][36][37].
- Il 15 maggio 2017 si conclude l'operazione Johnny della DDA di Catanzaro che porta all'arresto di 68 persone, molte riconducibili a membri degli Arena, accusati a vario titolo di: associazione mafiosa, estorsione, porto e detenzione illegale di armi, intestazione fittizia di beni, malversazione ai danni dello Stato, truffa aggravata, frode in pubbliche forniture e altri reati di natura fiscale, tutti aggravati dalle modalità mafiose. Erano riusciti ad infiltrarsi nel centro di accoglienza richiedenti asilo di Isola Capo Rizzuto, la struttura di questo tipo più grande d'Europa. Sarebbero coinvolti anche il parroco don Edoardo Scordio e Leonardo Sacco, presidente della sezione calabrese e lucana della Confraternita delle Misericordie che li avrebbe agevolati ad ottenere due Sprar della zona e dei centri a Lampedusa[38][39][40].

### Anni 2020 - Operazioni Basso Profilo e Golgota
- 21 gennaio 2021: operazione Basso Profilo contro i Vrenna-Ciampà-Corigliano-Bonaventura, gli Arena e i Grande Aracri.[41][42][43][44]
- 10 febbraio 2021: operazione Golgota contro gli Arena, i Nicoscia e Mannolo[45][46].
- L'11 febbraio 2022 vengono arrestate 15 persone dalla Guardia di Finanza di Milano, Varese e Verona, imprenditori vicini agli Arena e ai Nicoscia accusati di associazione a delinquere di stampo mafioso e che erano riusciti ad accaparrarsi gli appalti di manutenzione di Rete Ferroviaria Italiana in Lombardia, Veneto, Abruzzo, Lazio, Sicilia e Campania con false assunzioni ed evasione fiscale[47][48][49].

## Organizzazione
- Giuseppe Arena (1966), detto Tropeano, arrestato il 13 aprile 2006 per associazione mafiosa[50][51][52][53][54].
- Nicola Arena (1937-2022), capobastone arrestato nel 1996[9].
- Carmine Arena (1959-2004), capobastone, detto Cicalu, ucciso nell'ottobre 2004[10][11][12][13].
- Fabrizio Arena (1980), capobastone attuale, arrestato il 12 maggio 2010 dopo un anno di latitanza. È accusato di estorsione, omicidio, tentato omicidio, traffico di droga e di armi. Era sfuggito all'operazione Ghibli dalle forze dell'ordine. Era uno dei presenti alla festa di avvenuta elezione del candidato PdL Nicola Di Girolamo[30].
- Paolo Lentini (1964), esponente di spicco degli Arena.

## Alleati
- Carpino
- Costanzo
- Dragone
- Trapasso
- Mannolo
- Gaglianesi